# James River, Virginia

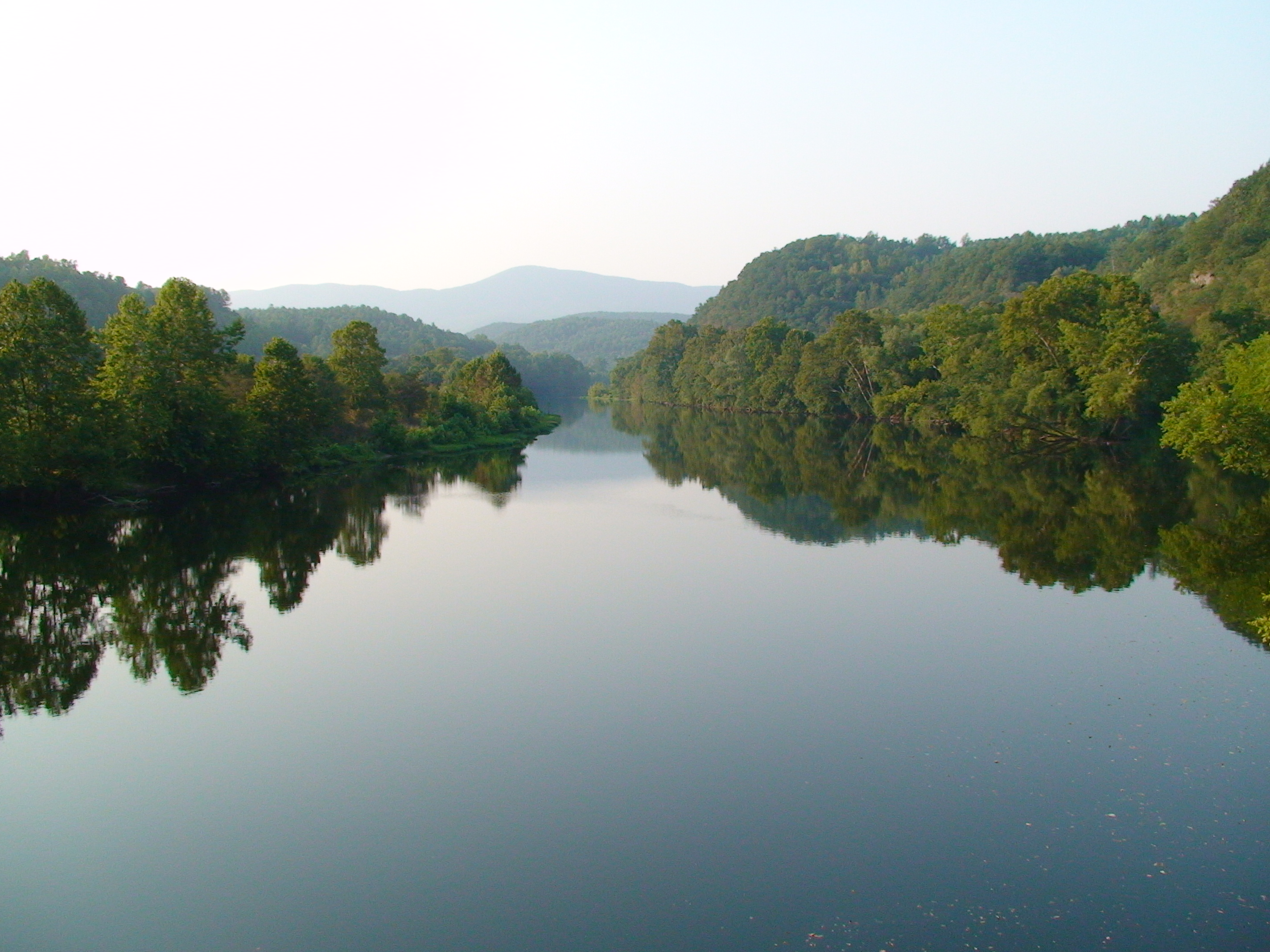
James River.

James River är en flod i Virginia, USA. Den är uppkallad efter kung James av England.
Floden är 547 kilometer lång och rinner från Allegheny Mountains ut i en stor mynningsbukt ytterst i Chesapeake Bay i Atlanten. Här ligger städerna Norfolk och Portsmouth; stora båtar kan gå upp till huvudstaden Richmond, 240 kilometer från mynningen. En drygt 7 kilometer lång bro spänner över älven ovanför Newport News. Jamestown (1607), den första permanenta brittiska bosättningen i Nordamerika, låg vid flodens nedre del.
John Smith, kolonisatör seglade uppför floden 1607.